# Rogownica (Skórka)
Rogownica – część wsi Skórka w Polsce, położona w województwie wielkopolskim, w powiecie złotowskim, w gminie Krajenka.
W latach 1975–1998 Rogownica położona była w województwie pilskim.